# Фрут-Гілл (Огайо)
Фрут-Гілл (англ. Fruit Hill) — переписна місцевість (CDP) в США, в окрузі Гамільтон штату Огайо. Населення — 3748 осіб (2020).

## Географія
Фрут-Гілл розташований за координатами 39°4′11″ пн. ш. 84°22′1″ зх. д. / 39.06972° пн. ш. 84.36694° зх. д. (39.069815, -84.367012).  За даними Бюро перепису населення США в 2010 році переписна місцевість мала площу 3,30 км², уся площа — суходіл.

## Демографія
Згідно з переписом 2010 року, у переписній місцевості мешкало 3755 осіб у 1364 домогосподарствах у складі 1023 родин. Густота населення становила 1137 осіб/км².  Було 1410 помешкань (427/км²).
Расовий склад населення:
| - 96,1 % — білих - 1,5 % — чорних або афроамериканців - 1,0 % — азіатів - 0,1 % — вихідців з тихоокеанських островів - 0,1 % — корінних американців |

До двох чи більше рас належало 1,0 %. Частка іспаномовних становила 1,2 % від усіх жителів.
За віковим діапазоном населення розподілялося таким чином: 25,9 % — особи молодші 18 років, 58,4 % — особи у віці 18—64 років, 15,7 % — особи у віці 65 років та старші. Медіана віку мешканця становила 41,0 року. На 100 осіб жіночої статі у переписній місцевості припадало 91,4 чоловіків;  на 100 жінок у віці від 18 років та старших — 87,4 чоловіків також старших 18 років.
Середній дохід на одне домашнє господарство  становив 100 974 долари США (медіана — 75 383), а середній дохід на одну сім'ю — 109 623 долари (медіана — 90 938). За межею бідності перебувало 24,2 % осіб, у тому числі 50,5 % дітей у віці до 18 років та 4,5 % осіб у віці 65 років та старших.
Цивільне працевлаштоване населення становило 1606 осіб. Основні галузі зайнятості: освіта, охорона здоров'я та соціальна допомога — 25,5 %, науковці, спеціалісти, менеджери — 15,1 %, роздрібна торгівля — 11,6 %, фінанси, страхування та нерухомість — 9,2 %.